# ۲۴ شهر
۲۴ شهر (انگلیسی: 24 City) یک فیلم به کارگردانی جیا ژانکو است که در سال ۲۰۰۸ منتشر شد. از بازیگران آن می‌توان به جوآن چن و ژائو تائو اشاره کرد.